# Рождество (остров, Австралия)
Остров Рождество или Коледен остров (на английски: Christmas Island) е островна територия на Австралия, намираща се в източната част на Индийския океан, на 2623 km северозападно от гр. Пърт (Австралия) и на 360 km южно от остров Ява (Индонезия). Заема площ от 135 km2. Бреговата линия е 78 km.

## Климат
Средната годишна температура е 27 °С. Релефът е платовиден, с максимална височина 356 m.

## История
- Остров Рождество е открит на 25 декември 1687 г. от английския мореплавател Уилям Дампир;
- 1888 г. – официално обявен за владение на Великобритания. Същата година са открити залежи на фосфати и се основава първото селище;
- до 1958 г. – подчинен на британските власти в Сингапур;
- 1 октомври 1958 г. – островът е предаден под управление на Австралия.

## Население
- Населението на острова е 1493 жители (приб. оценка, 2006 г.). Гъстота – 8,2 жители на km2.
- Етнически състав: китайци – 60,3%, австралийци и англичани – 24,9%, малайци 14,8%.
- Официален език – английски.
- Азбука – латиница.
- Неграмотни – 9%.
- Религиозен състав – християни (протестанти) 26,8%, мюсюлмани (сунити) 14,5%, будисти 36,4%, конфуцианци 22,3%.
- Административен център – Флаинг Фиш Коув (980 жители). Главно селище – Сетълмент.

По данни от преброяването от 2016 г. населението е 1843 жители.

## Държавно устройство
Островът е владение на Австралия – външна територия. Управлява се от австралийски администратор. Има Съвещателен съвет. Въоръжени сили няма.

## Икономика
От 1895 г. започва разработването и износът на фосфати, чиято индустрия е свързана с появата на постоянно население. След изчерпването на находището, добивът на фосфати е прекратен през 1987 г. и островът се превръща в център за екотуризъм. 63% от територията е заета от национален парк.
През 2001 г. австралийското правителство сключва споразумение с Роскосмос за изграждане на космодрум на острова. За този проект е разработен проектът на ракетата-носител Аврора, а през 2003 г. е обявено, че се подготвя проектът на стартовия комплекс. Проектът за космодрума не е реализиран поради липса на финансиране.
Основа на стопанството е добивът и износът на фосфати. Развит е риболовът и отглеждането на кокосова палма.